# Евангелическо-лютеранский приход Нижнего Новгорода
Евангелическо-лютеранский приход Нижнего Новгорода — действующая кирха евангелическо-лютеранской церкви в Нижнем Новгороде. Действующий приход Церкви Ингрии.
Евангелическо-лютеранский приход Нижнего Новгорода возродился после времён гонений советского периода в 1995 году при поддержке Евангелическо-лютеранской Церкви Ингрии на территории России и добровольцев из Лютеранской Церкви Синода Миссури (США). Приход был официально зарегистрирован 30 января 1995 года Александром Прилуцким (бывший ректор Теологического Института Церкви Ингрии, профессор РГПУ им. Герцена).
Вначале приход состоял из российских немцев общества «Возрождение» и ингерманландских финнов. В настоящее время в общину нижегородского прихода входят представители различных национальностей, в том числе русские, немцы, финны, эстонцы, эрзяне и мокшане и другие. Функции церкви фактически выполняет дом-причта (пасторат). Силами членов общины планируется постройка полноценного здания церкви. Нижегородский приход входит в Московское пробство.

## История
Первая лютеранская церковь в Нижнем Новгороде появилась в 1580 году. Прихожанами церкви были выходцы из прибалтийских земель, Швеции и Германии, прибывавшие в город в разное время в качестве военнопленных или на государственную службу.
Согласно «Сотной грамоте» 1629 года, в Нижнем Новгороде немцы-лютеране жили на берегу Оки между слободами Благовещенской и Ямской, а также под нынешним нижегородским Волжским откосом, недалеко от польско-литовской слободы. Там же располагалось и первое Немецкое кладбище. «Сотная грамота» также указывает на то, что с 1622 года в Нижнем Новгороде постоянно жил лютеранский пастор, имевший дом с огородом и садом «на Никольской улице в Малом остроге у Никольских кремлёвских ворот» — нынешней Никольской башни.
Нижегородский краевед Н. Храмцовский в своей книге «История и описание Нижнего Новгорода» пишет, что, по свидетельству Адама Олеария, находившегося в Нижнем Новгороде в составе голштинского посольства начале 1635 года, община лютеран в городе насчитывала около 100 человек.
21 декабря 1638 года, в канун Рождества, на обратном пути из Персии состоялось второе посещение Нижнего Новгорода голштинскими послами: «Здесь мы <…> застали самую крайнюю на востоке лютеранскую церковь, которая, как нам сказали, стояла здесь уже 58 лет».
18 декабря 1827 года (31 декабря по новому стилю) в Нижнем Новгороде на улице Большой Покровской было освящено новое каменное здание лютеранской церкви св. Александра с органом, вместимостью 250 мест. Средства на строительство храма были завещаны нижегородцем, шведом по происхождению, полковником Свюбергом. Председатель нижегородского суда, действительный статский советник, председатель нижегородского лютеранского церковного совета Карл Ребендер также собирал средства на строительство от прихожан.
В 1831 году, справа от собора был построен каменный двухэтажный пасторат (дом сохранился до наших дней). Для этого сооружения к средствам, пожертвованным прихожанами, была выдана сумма из губернской казны. У лютеранской церкви была установлена большая колокольня, а также находился в собственности большой участок земли рядом с ул. Б. Покровской площадью 600 квадратных саженей (около 2730 м²).
В XIX веке архитекторами, инженерами и строителями многочисленных павильонов Нижегородской ярмарки и нижегородских зданий стали русские, немцы (среди них были и лютеране), французы, испанцы: А. Ф. Кокоринов, А. А. Пахомов, братья Веснины, Я. А. Ананьев, И. Е. Ефимов, В. А. Покровский, П. Д. Готман, А. Л. Леер, А. И. Шеффер, Г. И. Кизеветтер, Л. В. Даль, Р. Килевейн и многие другие.
Согласно архивным данным в 1905 году в лютеранском приходе было 933 прихожанина, из них 673 немца, 133 эстонца, 98 латышей, 20 финнов, 6 шведов, 9 поляков. По всеобщей переписи населения в 1897 году в Нижнем Новгороде всего было жителей 90 125 человек, то есть лютеран было более 1 %. В городе к этому времени насчитывалось 50 православных церквей, две единоверческих, один костёл, одна кирха (лютеранская церковь), одна раскольничья молельня, одна мечеть.
В 1907 году немецкой фирмой «W. Sauer» («Вильгельм Зауэр») в лютеранской кирхе Нижнего Новгорода был установлен орган с 18 регистрами, двумя мануалами и педалью. Открытые органные концерты для горожан были тогда традиционными, а их значение для становления музыкальной культуры нижегородцев было велико.
Месторасположение нынешнего прихода — улица Славянская — до Первой мировой войны носила название Немецкой улицы, которая упиралась в немецкое (лютеранское) кладбище, примыкавшее ко Всехсвятскому православному кладбищу (нынешнему парку имени П. И. Кулибина).
В 1931 году деятельность лютеранского прихода в Нижнем Новгороде была прекращена постановлением советских властей, здание храма и вся собственность конфискованы. Многие нижегородские лютеране были репрессированы.
В 1962—1963 годах большой лютеранский храм на улице Большой Покровской снесли, а слева от него построили кинотеатр «Октябрь». Сохранился до сих пор только дом пастора (дом № 51 по ул. Б. Покровской), на котором сейчас установлена памятная доска.

### Современное состояние
В 1995 году Евангелическо-лютеранский приход Нижнего Новгорода возродился силами городских объединений немцев и ингерманландских финнов.
9 мая 2004 году состоялось освящение дома пастора (первой очереди строительства Евангелическо-лютеранской церкви Нижнего Новгорода).
В 2008 году специально для нижегородского прихода в немецком городе Зальцведель фирмой Hoffrichter Orgel был построен электронный орган.

## Персоналии
С сентября 2005 пастором нижегородского прихода является Ярослав Иванович Бойченко (с февраля 2001 — диакон), пастор Денис Тихомиров.

### Лютеранские пасторы в Нижнем Новгороде
- Иоганн Веттерман (1580 — …)
- Иоаким Скультет — ?
- Маттхеус Грабау — ?
- Томас Христиани [Thomas Christiani] (1619 — ?)
- Иоганн Риттер [Johann Ritter] (1622 — ?)
- Христиан Шелиус [Christian Schelius aus Rostock] (1634—1638)
- 1638 — 1776 гг. имена утрачены
- Август Кристофор Виттнебен [August Christoph Wittneben] (1776—1782)
- Иоганн Густав Лютер [Johann Gustav Luther] (1783—1794)
- Филипп Христиан Михаэль Гёринг [Philipp Christian Michael Goering] (1795—1806)
- Эрнст Генрих Христиан Хартманн [Ernst Heinrich Christian Hartmann] (1806—1809)
- Михаэль Штайнбрехер [Michael Steinbrecher] (1809—1816)
- Эрнст Борманн [Ernst Bormann] (1816—1831)
- Иоганн Христиан Готтфрид Флиттнер [Johann Christian Gottfried Flittner] (1832—1840)
- Александр Карл Локенберг [Alexander Carl Lockenberg] (1840—1875)
- Фердинанд Карл Юлиус Кольбе [Ferdinand Karl Julius Kolbe] (1875—1881)
- Ойген Кан [Eugen Kahn] (1881—1894)
- Эрнст Фридрих Йозеф Хольцмайер [Ernst Friedrich Joseph Holzmayer] (1894—1923)
- Алекс Ферман [Alex Fherman] (1918—1920)
- российский период
- Лейф Кемп (1995—1997, пастор ЕЛЦ-МС)
- Дуглас Рейндерс (1997—2000, пастор ЕЛЦ-МС)
- Ярослав Бойченко (2001 — н. в.)